# Arena-Gletscher
Der Arena-Gletscher ist ein rund 5 km langer Gletscher am nördlichen Ende der Trinity-Halbinsel im Grahamland auf der Antarktischen Halbinsel. Er fließt in nordöstlicher Richtung vom Mount Taylor zur Hope Bay, die er 3 km südwestlich des Sheppard Point erreicht.
Der Falkland Islands Dependencies Survey kartierte ihn 1948 und 1955. Seinen Namen verdankt der Gletscher seinem an eine Arena erinnernden Erscheinungsbild im oberen Abschnitt, wo er von den Twin Peaks, Mount Taylor und dem Gebirgskamm Blade Ridge tribünenartig eingefasst wird.